# Лысцево (Рязанский район)
Лысцево — деревня в Листвянском сельском поселении Рязанского района Рязанской области России.

## География
Деревня расположена в 12 км на восток от центра поселения посёлка Листвянка, в 30 км на юго-восток от Рязани.

## История
Впервые в качестве села Лысцево (Шипилово) упоминается в приправочных книгах города Пронска 1639 года, в нём существовала деревянная церковь Фрола и Лавра. По окладным книгам 1676 года Флоро-Лаврская церковь значилась пустой, в приходе, состоявшем из одного села было 7 дворов помещиков, 5 дворов крестьянских и двор бобыльский. В 1767 году была построена новая деревянная Флоро-Лаврская церковь, перестроенная в 1833 году помещиком Петром Гавриловичем Созоновым. В XIX веке церковь значилась приписной к селу Загорью, с 1877 года — к селу Польное.
В XIX — начале XX века деревня входила в состав Болошневской волости Рязанского уезда Рязанской губернии, с 1925 года — в составе Вышгородской волости. В 1905 году в деревне было 25 дворов.
С 1929 года деревня входило в состав Наумовского сельсовета Рязанского района Рязанского округа Московской области, с 1937 года — в составе Рязанской области, с 2005 года — в составе Листвянского сельского поселения.

## Население
| 1859 | 1906 | 2010 |
| ---- | ---- | ---- |
| 128  | ↗157 | ↘14  |